# علف بواسیر
 علف بواسیر  (نام علمی: Erechtites hieraciifolius) نام یک گونه از زیرخانواده کاسنیان آستروئیده است.